# 第8地対艦ミサイル連隊
第8地対艦ミサイル連隊（だいはちちたいかんミサイルれんたい、JGSDF 8th Surface-to-Ship Missile Regiment：8SSMR）は、陸上自衛隊湯布院駐屯地（大分県由布市）に駐屯する第2特科団隷下の野戦特科部隊（地対艦ミサイル連隊）である。

## 概要
連隊長は1等陸佐（二）が充てられ、地対艦ミサイルを運用し、脅威となる敵艦艇に対して地対艦ミサイルをもって排除することを任務とする。
編成当初は、88式地対艦誘導弾および12式地対艦誘導弾の混成部隊として編成された。編成と同時に、整備支援部隊として西部方面後方支援隊第102特科直接支援大隊第4直接支援中隊が新編された。

## 沿革
- 2024年（令和06年）3月：第2特科団本部中隊に第8地対艦ミサイル準備室が編成。
- 2025年（令和07年）
  - 3月24日：第8地対艦ミサイル連隊が湯布院駐屯地において編成完結[2]。
  - 3月30日：湯布院駐屯地にて新編行事を開催、防衛副大臣より隊旗授与を実施[3]。

## 部隊編成
- 第8地対艦ミサイル連隊本部
- 本部管理中隊「8地対艦-本」
- 第1地対艦ミサイル中隊「8地対艦-1」：12式地対艦誘導弾システム
- 第2地対艦ミサイル中隊「8地対艦-2」：12式地対艦誘導弾システム
- 第3地対艦ミサイル中隊「8地対艦-3」：88式地対艦誘導弾システム

## 主要幹部
| 官職名                  | 階級    | 氏名     | 補職発令日     | 前職              |
| ----------------------- | ------- | -------- | -------------- | ----------------- |
| 第8地対艦ミサイル連隊長 | 1等陸佐 | 山田大作 | 2025年03月24日 | 第2特科団高級幕僚 |

| 代 | 氏名     | 在職期間         | 前職              | 後職 |
| -- | -------- | ---------------- | ----------------- | ---- |
| 01 | 山田大作 | 2025年03月24日 - | 第2特科団高級幕僚 |      |

## 主要装備
- 12式地対艦誘導弾（第1・第2地対艦ミサイル中隊）
- 88式地対艦誘導弾（第3地対艦ミサイル中隊）
- 1/2tトラック / 73式小型トラック
- 1 1/2tトラック / 73式中型トラック
- 3 1/2tトラック / 73式大型トラック
- 7tトラック / 74式特大型トラック
- 小型ドーザ
- 89式5.56mm小銃
- 20式5.56mm小銃
- 9mm拳銃
- 12.7mm重機関銃

## 整備支援部隊
- 西部方面後方支援隊第102特科直接支援大隊第4直接支援中隊「102特直支-4」（湯布院駐屯地）：2025年（令和7年）3月24日から